# Элистанжхой
Элистанжхой (чечен. Элстанжхой
) — один из чеченских тайпов, представители которого являются выходцами из территориальной группы (тукхума) Нохчмакхой, тайп расселён основном в юго-восточной части Чечни.

## Расселение
Представители тайпа проживают в населённых пунктах: Элистанжи, Тевзана, Хаттуни и др.

## Название
Родовым селением представителей тайпа является Элистанжи. В 1870 году в 4 выпуске Сборника сведений о кавказских горцах Попова И. М. сообщает, что одними из первых выселенцев из Нашхи в Ичкерию были Элсан и Дишни. Элсан осел у подножья гор и данная поляна стала носить название Элсан-чу, изменённое впоследствии в Элистанжи.

## История

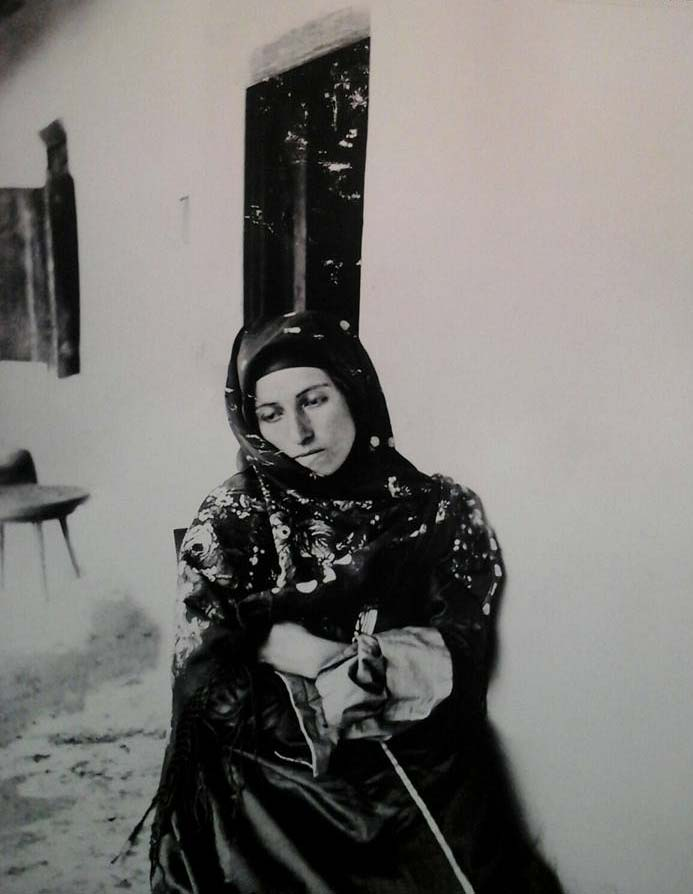
Чеченка из аула Элистанжи, Чечня. Экспедиция Н. И. Кузнецова конец 19 в.

Известным представителем тайпа Элистанжхой является первый имам Кавказа Шейх Мансур.
Лорс-Хаджи Гиреев, один из предводителей восстания 1877—1878 гг.